# Miejska Wola (Lidzbark Warmiński)
Miejska Wola (deutsch Bürgerwalde) ist ein Ort in der polnischen Woiwodschaft Ermland-Masuren. Er gehört zur Landgemeinde Lidzbark Warmiński (Heilsberg) im Powiat Lidzbarski (Kreis Heilsberg).

## Geographische Lage
Miejska Wola liegt im Nordwesten der Woiwodschaft Ermland-Masuren, 43 Kilometer südöstlich der einstigen Kreisstadt Braunsberg (polnisch Braniewo) bzw. 15 Kilometer nordwestlich der heutigen Kreismetropole Lidzbark Warmiński (Heilsberg).

## Geschichte
Das Dorf Bergerwald, nach 1785 Bürgerwald und nach 1820 Bürgerwalde genannt, war lange Zeit auch ein Kämmereidorf der Stadt Wormditt (polnisch Orneta). 1874 kam Bürgerwalde in den neu errichteten Amtsbezirk Migehnen (polnisch Mingajny) im ostpreußischen Kreis Braunsberg, Regierungsbezirk Königsberg. Am 10. Oktober 1902 kam es zu einem Gebietsaustausch zwischen der Landgemeinde Bürgerwalde und der Stadt Wormditt, wobei Schönheide nach Bürrgerwalde umgegliedert wurde. 
400 Einwohner verzeichnete das Dorf Bürgerwalde im Jahre 1910. Ihre Zahl verringerte sich bis 1933 auf 341 und bis 1939 auf 315.
Als 1945 in Kriegsfolge das gesamte südliche Ostpreußen an Polen abgetreten wurde, erhielt Bürgerwalde die polnische Namensform „Miesjka Wola“. Das Dorf ist heute eine Ortschaft der Gmina Lidzbark Warmiński (Landgemeinde Heilsberg) im Powiat Lidzbarski (Kreis Heilsberg), von 1975 bis 1998 der Woiwodschaft Elbląg, seither der Woiwodschaft Ermland-Masuren zugehörig. Im Jahre 2021 zählte Miejska Wola 75 Einwohner.

## Religion
Wie Bürgerwalde vor 1945 so gehörte auch Miesjka Wola nach 1945 zur römisch-katholischen Pfarrei in Migehnen (polnisch Mingajny). Außerdem war das Dorf vor 1945 in die evangelische Kirche Wormditt (polnisch Orneta) in der Kirchenprovinz Ostpreußen der Kirche der Altpreußischen Union eingegliedert, gehört seither nun aber zur Diözese Masuren der Evangelisch-Augsburgischen Kirche in Polen.

## Schule
Ein erstes Schulgebäude wurde 1840 in Migehnen gebaut, musste aber wegen baulicher Mängel 1858 abgerissen werden. Das im gleichen Jahr errichtete neue Schulhaus existierte noch in den 1930er Jahren.

## Verkehr
Miejska Wola liegt an einer Nebenstraße, die – parallel zur Woiwodschaftsstraße 513 von Mingajny (Migehnen) nach Runowo (Raunau) verläuft. Von der Woiwodschaftsstraße 513 besteht direkt noch eine Verbindung von Babiak (Frauendorf) nach Miejska Wola.  Eine Bahnanbindung existiert nicht.